# Štěkot
Štěkot nebo také štěkání je druh hlasového projevu šelem psovitých, především psa domácího. Důvodem tohoto projevu je potřeba komunikace s jinými tvory nebo vyjádření emocí či sociálního statusu zvířete.
Podobné zvuky vydává při ohrožení srnec obecný.
Podle některých výzkumů má psí štěkot odpovídající gramatiku i syntax. Rozdílná štěknutí či zavrčení a jejich kombinace tedy mohou znamenat různé věci.